# Leandro Vieira (lutador)
Leandro Vieira (Rio de Janeiro, 5 de junho de 1981) é um instrutor e competidor de jiu-jitsu brasileiro, além de cofundador da equipe Checkmat. Ele também atua como treinador principal de jiu-jitsu brasileiro da equipe de artes marciais mistas (MMA) da American Kickboxing Academy, reconhecida como uma das equipes mais bem-sucedidas do mundo. 

## Jiu-jitsu brasileiro
Leandro Vieira começou a treinar jiu-jitsu aos 5 anos de idade. É considerado um dos melhores instrutores de jiu-jitsu brasileiro do mundo. Conquistou medalhas em campeonatos da IBJJF, como o Campeonato Mundial de Jiu-Jitsu, o Campeonato Brasileiro, os Regionais Paulistas, o Las Vegas Open e o Submission Ink Grappling Tournament. Possui a faixa preta de 4º grau em jiu-jitsu brasileiro.

## Conquistas de Leandro
- 1999 - 1º lugar Faixa Azul Peso Pena no Campeonato Brasileiro
- 2000 - 3º lugar Faixa Roxa Peso Pena no Campeonato Mundial de Jiu-Jitsu
- 2002 - 1º lugar Faixa Marrom no Campeonato Regional Paulista de Jiu-Jitsu
- 2010 - 3º lugar Faixa Preta Absoluto no Submission Ink Grappling Tournament
- 2010 - 3º lugar Faixa Preta Master Meio-Pesado no Las Vegas International Open
- 2011 - 2º lugar Faixa Preta Master Meio-Pesado no Las Vegas International Open
 [5] [6]

## American Kickboxing Academy
A American Kickboxing Academy (AKA) é uma academia de artes marciais localizada em San Jose, Califórnia. É uma das escolas pioneiras em artes marciais mistas (MMA). Possui duas unidades em San Jose: a sede da AKA e a academia irmã no sul da cidade. Em 2014, a AKA inaugurou a AKA Thailand Gym em Phuket, Tailândia. Entre os treinadores destacados estão o mestre de jiu-jitsu brasileiro Leandro Vieira, Bob Cook, Derek Yuen, Javier Mendez e Andy Fong. A academia oferece aulas de muay thai, jiu-jitsu brasileiro, wrestling e boxe. Programas adicionais incluem condicionamento físico e treinamento em circuito com TRX Suspension e Combat Circuit.

## Links Externos
- Site oficial dos Irmãos Vieira
- Site oficial da Checkmat
- Checkmat EUA
- Site da Federação Internacional de Jiu-Jitsu Brasileiro